# Heinsdorfergrund
Heinsdorfergrund település Németországban, azon belül Szászország tartományban. Lakosainak száma 1939 fő (2023. december 31.). Heinsdorfergrund Neumark és Reichenbach im Vogtland községekkel határos.

## Népesség
A település népességének változása:
| Lakosok száma | 1986 | 1991 | 1931 | 1945 | 1939 |
|               | 2017 | 2019 | 2021 | 2022 | 2023 |